# Руђет (Горж)
Руђет (рум. Ruget) насеље је у Румунији у округу Горж у општини Рошија Де Амарадија. Oпштина се налази на надморској висини од 394 m.

## Становништво
Према подацима из 2002. године у насељу је живело 613 становника, од којих су сви румунске националности.